# GSC3699-1501
GSC3699-1501 — хімічно пекулярна зоря спектрального класу A1, що має видиму зоряну величину в смузі V приблизно 11,9.